# عمارت سراب
عمارت سراب (به ترکی استانبولی: Hanımın Çiftliği) (به معنای بانوی مزرعه) سریالی برگرفته از رمان ترکی نوشته اورهان کمال و محصول کانال دی ترکیه است. که از شبکه پی ام سی پخش شد.

## خلاصه داستان
گلی و کمال در کارخانه ریسندگی عاشق هم می‌شوند اما پدر و برادر گلی اجازه ازدواج با کمال را به او نمی‌دهند و خواستار ازدواج او با رمضان خواهرزاده زاده صاحب کارخانه هستند گلی از ازدواج با رمضان امتناع می‌کند اما به‌شدت مورد ضرب وشتم برادر و پدرش قرار می‌گیرد کمال که از این موضوع اگاه می‌شود قصد دارد تا با گلی فرار کنند به خانه گلی می‌رود و با برادرش درگیر شده حمزه بروی کمال اسلحه می‌کشد و شلیک می‌کند اما پلیس کمال را دستگیر و زندانی می‌کند
گلی همچنان از ازدواج با رمضان طفره می‌رود و منتظر ازادی کمال از زندان است اما به‌شدت مورد ازار و اذیت برادرش قرار می‌گیرد مادر گلی که دیگر تاب زجر گلی را ندارد به زندان می‌رود و در ملاقات با کمال از او می‌خواهد که به گلی بگوید دیگر او را دوست ندارد تا با رمضان ازدواج کند کمال به دلیل ناراحتی از کتک خوردن گلی و به ناچار برای گلی نامه‌ای می‌نویسد که به حرف پدرش گوش کند و با رمضان ازدواج کند گلی احساس پوچی می‌کند و سرانجام تن به ازدواج با رمضان می‌دهد رمضان گلی به عمارت دایی اش می‌برد تا جشن عروسی را برپا کند اما مظفر از سفر باز می‌گردد و عاشق گلی می‌شود...